# Zhao Tao
Zhao Tao (Taiuã, 28 de janeiro de 1977) é uma atriz chinesa. Ela trabalha na China e ocasionalmente na Europa, e já apareceu em 10 filmes e vários curtas desde que iniciou sua carreira em 1999. Ela é mais conhecida por suas colaborações com o marido, o diretor Jia Zhangke, incluindo Platform (2000) e Still Life (2006). Com Shun Li and the Poet (2011), ela se tornou a primeira atriz asiática a ser premiada no David di Donatello. Ela recebeu duas indicações ao Golden Horse Award por Shan He Gu Ren (2015) e Ash Is Purest White (2018). Em 2020, o The New York Times a classificou em 8º lugar na lista dos 25 maiores atores do século XXI.

## Biografia
Zhao nasceu em 28 de janeiro de 1977 em Taiyuan, na província de Shanxi, que também é a cidade natal da heroína de Still Life. Quando criança, ela estudou dança clássica chinesa. Em 1996, matriculou-se no departamento de dança folclórica da Academia de Dança de Pequim. Após a formatura, ela se tornou professora de dança na Faculdade Normal de Taiyuan, onde foi vista por Jia durante a seleção de elenco para Platform. Desde então, eles têm trabalhado juntos com frequência.
Em 2011, ela estrelou o filme italiano Shun Li and the Poet, de Andrea Segre, exibido na seção Dias de Veneza do 68º Festival Internacional de Cinema de Veneza. Zhao ganhou o Prêmio David di Donatello, o Oscar italiano, de Melhor Atriz por seu papel bilíngue.

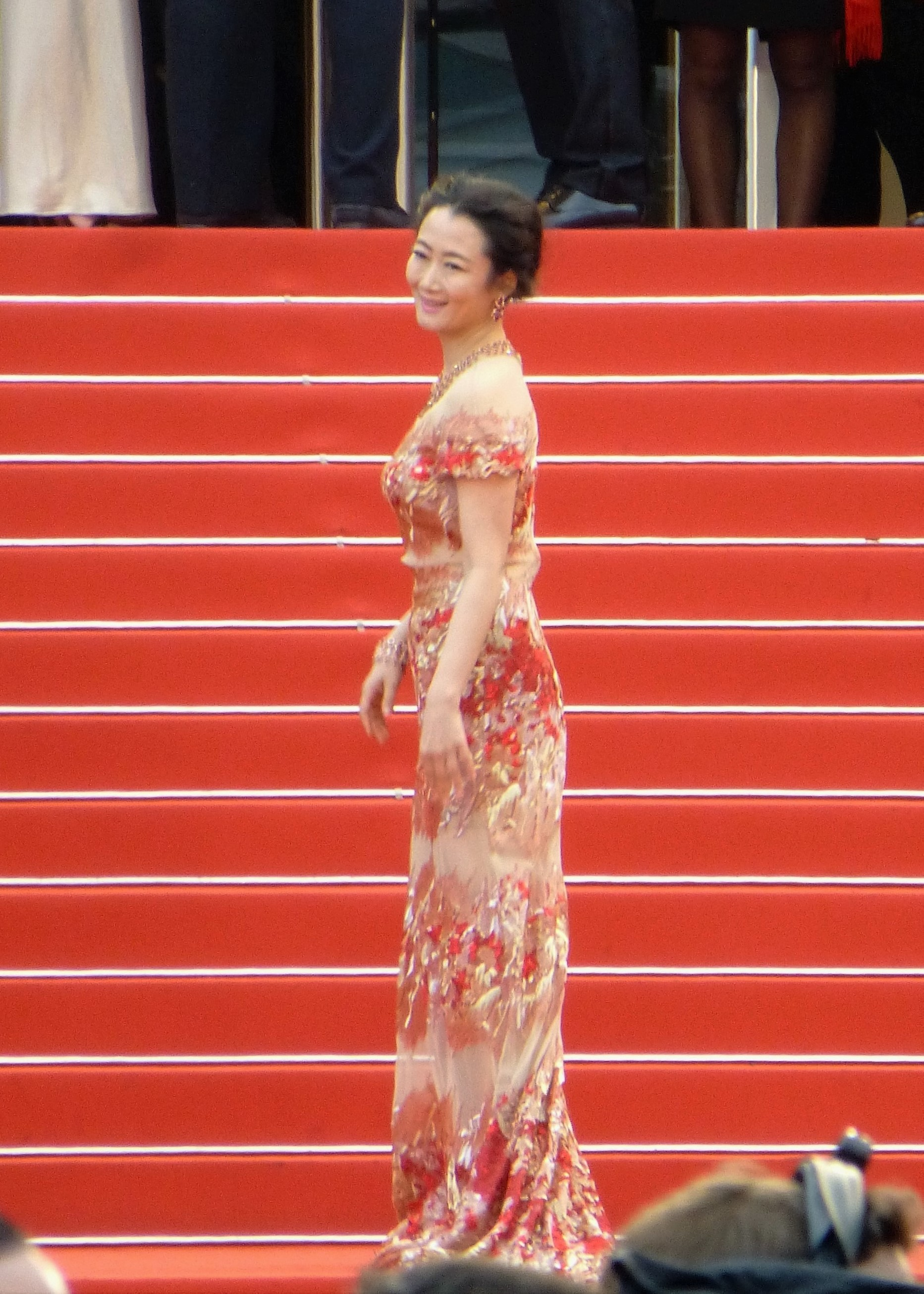
Zhao Tao no Festival de Cinema de Cannes 2016.

## Vida pessoal
Em 7 de janeiro de 2012, Zhao casou-se com o diretor Jia Zhangke.

## Filmografia completa
| Ano  | Título internacional | Título chinês | Personagem   | Notas |
| ---- | -------------------- | ------------- | ------------ | --- |
| 2000 | Platform             | 站台          | Yin Ruijuan  | Coadjuvante |
| 2002 | Unknown Pleasures    | 任逍遥        | Qiao Qiao    | Protagonista |
| 2004 | The World            | 世界          | Tao          | Protagonista |
| 2006 | Still Life           | 三峡好人      | Shen Hong    | Protagonista |
| 2007 | Our Ten Years        | 我们的十年    |              | Protagonista |
| 2008 | 24 City              | 二十四城记    | Su Na        | Coadjuvante |
| 2008 | Dada's Dance         | 达达          |              | Coadjuvante |
| 2008 | Cry Me a River       | 河上的愛情    | Zhou Qi      | Protagonista |
| 2009 | Remembrance          | 念石          | -            | Protagonista |
| 2010 | Ten Thousand Waves   | -             | Blue Goddess | Coadjuvante |
| 2011 | Shun Li and the Poet | 我是丽        | Shun Li      | Protagonista |
| 2013 | A Touch of Sin       | 天注定        | Xiao Yu      | Coadjuvante |
| 2015 | Mountains May Depart | 山河故人      | Shen Tao     | Indicada - 52º Prêmio Cavalo de Ouro de Melhor Atriz Principal                                                                                          |
| 2018 | Ash Is Purest White  | 江湖兒女      | Zhao Qiao    | Indicada - 55º Prêmio Cavalo de Ouro de Melhor Atriz Principal Prêmio Hugo de Prata de Melhor Atriz Prêmio Ásia-Pacífico de Melhor Performance de Atriz |
| 2024 | Caught by the Tides  | 风流一代      | Qiao Qiao    | Protagonista |